# Adán Godoy
Adán Aquilino Godoy Rubina (* 26. November 1936 in Copiapó, Región de Atacama) ist ein ehemaliger chilenischer Fußballtorhüter. Er nahm an den Fußball-Weltmeisterschaften 1962 und 1966 teil.

## Karriere

### Verein
Godoy begann seine Karriere bei kleineren Klubs in seiner Heimatregion Atacama. 1956 verpflichtete ihn CSD Colo-Colo, wo er in der Spielzeit 1957 mit Sergio Livingstone um einen Stammplatz im Tor konkurrierte. 1958 wechselte er zum CD Santiago Morning, für den er bis 1964 spielte. Von 1965 bis 1968 war er für den CD Universidad Católica aktiv, mit dem er 1966 die chilenische Meisterschaft gewann. Es folgten drei Jahre in den Diensten von Audax Italiano, bevor er 1972 zu Santiago Morning zurückkehrte, wo er 1979 nach dem Abstieg aus der Primera División seine Laufbahn beendete.

### Nationalmannschaft
Anlässlich der Fußball-Weltmeisterschaft 1962 im eigenen Land wurde Godoy, ohne zuvor ein Länderspiel bestritten zu haben, von Trainer Fernando Riera als zweiter Torhüter hinter Misael Escuti in das chilenische Aufgebot berufen. Er debütierte beim 1:0-Sieg im Spiel um den dritten Platz gegen Jugoslawien in der chilenischen Nationalmannschaft.
Sein letztes von 14 Länderspielen bestritt er am 2. Juli 1966 in Leipzig bei der 2:5-Niederlage gegen die DDR. Es war das letzte Vorbereitungsspiel der Chilenen auf die rund zwei Wochen später beginnende Weltmeisterschaft in England, bei der Godoy nicht mehr zum Einsatz kam. Chile schied mit einem Unentschieden und zwei Niederlagen bereits nach der Gruppenphase aus. 

## Erfolge
- Chilenische Meisterschaft: 1966